# Stéphane Bolze
Pour les articles homonymes, voir Bolze.
Stéphane Bolze est un pilote de montgolfière de compétition, né le 31 mai 1961 à Lyon.

## Pilote de montgolfière
Il est membre de la FFA (Fédération française d'aérostation), pour laquelle il a rédigé le Manuel de compétition aérostatique.

## Palmarès
Toutes les compétitions réalisées sur montgolfière Primagaz 2 200 m3 avec Yves Legrand comme copilote.
Champion de France
- 2000 à Thionville
- 2001 à Tours
- 2005 à Besançon
- 2006 à Annonay
- 2007 à Saint-Yrieix-la-Perche
- 2011 à Paray-le-Monial[2].

5 fois vainqueur de la coupe d'Europe à Mainfonds (Charente)
(2001,2002,2003,2006,2009)
Championnat d'Europe[réf. nécessaire]
- 4e en 1996 en Autriche
- 1er en 1998 en Suède

Championnat du monde
- 3e en 2008 en Autriche[3]